# Emperador Dezong de Tang

Emperador Dezong de Tang (xinès: 唐德宗) (Chang'an 742 - 805) va ser el novè emperador de la Dinastia Tang. El seu regnat de 26 anys va ser el tercer més llarg de la dinastia, després de l'emperador Xuanzong i l'emperador Gaozong.

## Biografia
Va néixer a la capital imperial Chang'an el 27 de maig de 742. Era fill de l'emperador Daizong i de la consort Shen. De nom personal Li Kuo va regnar amb el nom d'emperador Dezong.
Dezong va governar preocupat per dues temàtiques principals. Per una banda la gestió econòmica i fiscal i per l'altra, la preocupació per reduir el poder dels dirigents locals.

### Gestió econòmica i fiscal
Tenint en compte que el principal suport econòmic de la dinastia provenia del sud del país i la principal font d'ingressos era el monopoli de la sal que controlava el Govern, Dezong va seguir amb les reformes fiscals i tributàries que havia iniciat el seu pare, amb un nou sistema tributari, anomenat convencionalment "dels dos impostos", referit a la recaptació dels impostos dues vegades a l'any segons al cicle agrícola.

### El poder dels eunucs
Dezong, com ja va fer el seu pare i com també faria el seu successor Xianzong, va tenir especial interès en controlar el poder amb un grup de persones que depenien directament d'ells, per sobre de la “burocràcia normal”. Aquest sistema va potenciar l'aparició del poder dels eunucs dins la Cort Imperial, situació que d'alguna forma ja va passar durant la Dinastia Han on els eunucs dirigien els exercits de Palau i formaven “famílies” de dirigents que es perpetuaven en el temps.

### Els governs regionals
Tot i que el nou sistema tributari junt amb el monopoli sal van començar a enriquir l'estat Tang i van proporcionar els fonaments per a restaurar el poder central, el primer intent de Dezong per controlar els governadors va acabar amb el fracàs.
En la primera part del regnat, Dezong va intentar limitar el poder dels "fanzhen", un sistema de gestió en la qual els governants militars regionals o jiedushi havien sorgit després de la rebel·lió d'An Lushan amb l'objectiu de controlar les grans zones frontereres de l'imperi. Aquest sistema tenia molts punts febles per l'administració central de l'imperi Tang, ja que se’ls concedia el poder per cobrar impostos, mantenir un exèrcit i transmetre el seu poder de forma hereditària. La incapacitat de Dezong per controlar els fanzhen va debilitar el poder centralitzat de la dinastia i va contribuir a una sèrie de rebel·lions a mitjans del segle IX i va provocar finalment la seva caiguda a principis del segle x.
Va morir a Chang'an el 25 de febrer de 805. El va succeir el seu fill Li Song, com a Emperador Shunzong.